# Zgodovina Malte
Malta je majhna in gosto naseljena otoška država v južni Evropi v osrednjem Sredozemskem morju. Sestavlja jo 20 otokov in čeri, ki ležijo 93 km južno od Sicilije (Italija) in 288 km severno od Libije v severni Afriki. Naseljeni so otoki Malta, Gozo (Għawdex) in Comino (Kemmuna).
Malta je bila naseljena od leta 5900 pr. n. št. Prvi prebivalci so bili kmetje. Njihove metode kmetovanja so tako degradirale zemljo, da so otoki postali neprimerni za bivanje. Otoke je okoli leta 3850 pred našim štetjem ponovno naselila civilizacija, ki je na svojem vrhuncu zgradila megalitske templje, ki spadajo med najstarejše ohranjene zgradbe na svetu. Njihova civilizacija je propadla okoli leta 2350 pr. n. št. Otoke so kmalu zatem naselili bronastodobni vojščaki.
Prazgodovina Malte se je končala okoli leta 700 pr. n. št., ko so otoke kolonizirali Feničani. Otokom so vladali do leta 218 pr. n. št., ko jih je premagala Rimska republika. Od 6. stoletja n. št. je na otoku vladalo Bizantinsko cesarstvo kot naslednik Rimskega cesarstva in po obleganju leta 870 n. št. Aglabidi iz severne Afrike. Malta je bila nekaj stoletij morda redko poseljena, dokler je v 11. stoletju niso ponovno naselili Arabci. Otoke je leta 1091 napadla normanska Grofija Sicilija, čemur je sledilo postopno pokristjanjevanje otokov. Na tej točki so otoki postali del Kraljevine Sicilije. Na njej so vladali fevdalni vladarji, vključno s Švabi, Aragonci in sčasoma Španci. Otoke je leta 1530 dobil v posest Malteški viteški red, ki jim je vladal kot vazal Kraljevine Sicilije. Leta 1565 je otoke poskušalo z velikim obleganjem zavzeti Osmansko cesarstvo, vendar je bila invazija odbita. Malteški viteški red je vladal Malti še več kot dve stoletji. Za to obdobje je bil značilen razcvet umetnosti in arhitekture ter splošni napredek v družbi. Red je bil izgnan, ko je prva francoska republika leta 1798 osvojila otoke in jih okupirala.
Po nekaj mesecih francoske vladavine so se Maltežani uprli in leta 1800 izgnali Francoze. Malta je postala britanski protektorat in leta 1813 de facto britanska kolonija. Otoki so postali pomembno britansko pomorsko oporišče in sedež glavnega štaba britanske Sredozemske flote. V zadnji četrtini 19. stoletja je prišlo do napredka v tehnologiji in financah. Leta 1882 je bila ustanovljena Anglo-Egipčanska banka, naslednje leto pa je začela delovati Malteška železnica. Leta 1921 je London podelil Malti samoupravo. Posledica tega je bila ustanovitev dvodomnega parlamenta, sestavljenega iz senata, ki je bil leta 1949 ukinjen, in izvoljene zakonodajne skupščine. Kronska kolonija Malta je bila v letih 1921–1933, 1947–1958 in 1962–1964 samoupravna.
Med drugo svetovno vojno je Malto močno napadalo italijansko in nemško letalstvo, vendar je vzdržala. Leta 1942 je otok za hrabro držo prejel Jurijev križ, ki je danes na zastavi in v grbu Malte.
Leta 1964 je Malta postala neodvisna članica Združenega kraljestva, znana kot Država Malta. Leta 1974 je postala republika in članica Skupnosti narodov. Od leta 2004 je članica Evropske unije.

## Geologija
Malta stoji na podvodnem grebenu, ki sega od Severne Afrike do Sicilije. Nekoč v daljni preteklosti je bila potopljena, kot kažejo morski fosili, vdelani v kamnine na najvišjih točkah otoka. Ko je bil greben zaradi tektonskih dejavnosti potisnjen navzgor in se je Gibraltarski preliv zaprl, se je gladina morja znižala in Malta je postala del kopnega mostu med evropsko in afriško celino. Most je bil obdan z velikimi jezeri. V nekaterih podzemnih jamah na Malti so odkrili kosti slonov, povodnih konjev in drugih velikih živali, ki jih zdaj najdemo v Afriki. Druge odkrite živali so izvirale iz Evrope.

## Zgodovina

### Neolitik (5900 pr. n. št.–3850 pr. n. št.)
Do nedavnega je veljalo, da so prvi prebivalci Malte prišli na otoke okoli leta 5700 pr. n. št., zdaj pa je ugotovljeno,  da se je to zgodilo dve stoletji prej. Na splošno se domneva, da so ti prvi neolitski prebivalci prišli s Sicilije, ki leži približno 100 km severno. Analize DNK kažejo, da so pravzaprav izvirali iz različnih delov Sredozemlja, vključno z Evropo in Afriko.
Skupnosti so se ukvarjale s kmetijstvom in ribolovom in v manjši meri z lovom. Prebivalci so živeli v jamah in odprtih bivališčih. V stoletjih, ki so sledila, so navezali stike z drugimi kulturami, ki so vplivale na lokalne skupnosti. Trditev dokazujejo oblike lončenih posod in barve. Primitivno kmetovanje je degradiralo zemljo, kar je z istočasnimi dolgotrajnimi sušami povzročilo, da otoki niso bili več primerni za bivanje. Otoki približno tisoč let niso bili naseljeni. Naslednja stalno naseljena skupina otočanov je sčasoma zgradila znamenite megalitske templje."

### Obdobje templjev (3850 pr. n. št.–2350 pr. n. št.)
Drugi val kolonizacije je prišel s Sicilije okoli leta 3850 pr. n. št.
Eno najbolj opaznih obdobij zgodovine Malte je obdobje templjev, ki se je začelo okoli leta 3600 pr. n. št. Tempelj Ġgantija na Gozu je ena najstarejših prostostoječih zgradb na svetu. Ime kompleksa izhaja iz malteške besede ġgant (gigant), ki odraža velikost templja. Številni templji imajo petih polkrožnih, v središču povezanih prostorov. Ena od domnev pravi, da bi lahko prostori predstavljali glavo, roke in noge božanstva, saj med najpogosteje najdene kipe v teh templjih spadajo tako imenovane "debele gospe", ki kljub dvoumnosti glede spola veljajo za simbol plodnosti.
Civilizacija, ki je zgradila templje, je trajala približno 1500 let do približno 2350 pr. n. št., ko se zdi, da je izginila. Obstajajo špekulacije o tem ali je bila popolnoma izbrisana ali asimilirana. Domneva se, da je propadla zaradi podnebnih razmer in suše.
Med letoma 2600 in 2400 pr. n. št. je bila na otoku Malta velika umrljivost dojenčkov - okoli 50 %.

### Bronasta doba (2350 pr. n. št. –700 pr. n. št.)
Obdobju templjev je sledila bronasta doba. Iz tega obdobja so ostanki številnih naselij in vasi, pa tudi dolmeni - oltarjem podobne strukture, izdelane iz zelo velikih kamnitih plošč. Za dolmene se trdi, da pripadajo populaciji, vsekakor drugačni od tiste, ki je zgradila prejšnje megalitske templje.
Iz podobnosti malteških in sicilskih zgradb se sklepa, da so priseljenci prišli s Sicilije.
Med najbolj zanimivimi in skrivnostnimi ostanki iz tega obdobja so tako imenovane kolesnice, ki jih je mogoče videti na kraju na jugu otoka, imenovanem Misraħ Għar il-Kbir, neuradno znanem kot Claphamsko križišče (ali železniška postaja). Pari vzporednih kanalov, globoko vrezanih v živo skalo, so dokaj dolgi in pogosto vrezani v ravni črti. Njihova natančna uporaba ni znana. Ena od domnev trdi, da so bili kanali vodila za vozove, ki naj bi preprečila, da bi vlečne živali zašle. Družba, ki jih je zgradila, je sčasoma izumrla ali se asimilirala.
Med letoma 1400 pr. n. št. in 1200 pr. n. št. je bil na Malti opazen mikenski vpliv, kar dokazuje prisotnost mikenskih artefaktov.

### Antika

#### Feničani in Kartažani
Feničani,  verjetno iz Tira,  so začeli kolonizirati otoke okoli zgodnjega 8. stoletja pr. n. št. in jih imeli za vmesno postojanko, s katere so trgovali in raziskovali zahodno Sredozemlje. Otok Malta so imenovali Ann (feničansko 𐤀𐤍𐤍‎, ʾnn). Feničanske nekropole so bile najdene v Rabatu na Malti in Rabatu na Gozu, kar kaže, da sta bili njihovi glavni naselbini v današnji Mdini na Malti in Citadeli na Gozu. Ann se je imenovalo tudi nekdanje naselje na Malti,  kar kaže, da je služilo kot sedež vlade kolonije. Glavno feničansko pristanišče je bilo v Bormli v Velikem pristanišču Vallette. Imenovalo se je preprosto Malet (𐤌𐤋𐤈, mlṭ, pristanišče) in je bilo verjetno predhodnik rimskega in grškega imena (Malta), ki se je nanašalo na cel otok.
Malteški otoki so okoli sredine 6. stoletja pr. n. št. padli pod oblast Kartažanov, tako kot  večina drugih feničanskih kolonij v zahodnem Sredozemlju. Do poznega 4. stoletja pr. n. št. je Malta postala trgovska postojanka, ki je povezovala južno Italijo in Sicilijo s Tripolitanijo. To je povzročilo uvedbo helenističnih značilnosti v arhitekturo in lončarstvo. Kdaj je bila Malta poseljena kot tradicionalna grška apoikia (kolonija), ni znano. Nekateri zgodovinarji zato trdijo, da Malta nikoli ni bila grška kolonija. Helenistične arhitekturne značilnosti so vidne v punskem templju v Tas-Silġ in stolpu v Żurriequ. Grški jezik se je uporabljal tudi na Malti, kot je razvidno iz dvojezičnih feničanskih in grških napisov, najdenih na Melkartovih cipih. V 18. stoletju je francoski učenjak Jean-Jacques Barthélemy dešifriral izumrlo feničansko abecedo ravno z uporabo napisov na teh cipih.
Leta 255 pr. n. št. so Rimljani med prvo punsko vojno napadli Malto in opustošili večji del otoka.

#### Rimljani
Po latinskem zgodovinarju Liviju so malteški otoki prešli v roke Rimljanov na začetku druge punske vojne leta 218 pr. n. št. Livij poroča, da se je poveljnik punske garnizije na otoku brez odpora predal Tiberiju Semproniju Longu, enemu od dveh konzulov tistega leta, ki je bil na poti v Severno Afriko. Otočje, ki so ga Rimljani poznali kot Melita ali Melite, je postalo del province Sicilije, vendar je do 1. stoletja imelo svoj lokalni senat in ljudsko skupščino. V tem času sta Malta in Gozo kovala značilne kovance po rimskih standardih.
Mdina, ki je bila upravno središče otokov, je postala znana tudi kot Melita. Naselje je naraslo do največjega obsega in je zavzela celotno območje današnje Mdine in velike dele Rabata ter se razširila do današnje cerkve svetega Pavla. Najdbe kažejo, da je bilo mesto obdano z debelim obrambnim obzidjem in jarkom.  Ostanki namigujejo, da je bilo na najvišjem delu rta zgrajeno versko središče s številnimi templji. V naselju so izkopali ostanke impresivne rezidence, znane kot Domus Romana, v kateri so dobro ohranjeni mozaiki v pompejskem slogu. Zdi se, da je bil domus rezidenca bogatega rimskega aristokrata, zgrajena v 1. stoletju pr. n. št. in opuščena v 2. stoletju n. št.
Otoki so pod rimsko vladavino uspevali in sčasoma postali municipij in federalni civitas. Številne rimske starine dokazujejo tesno povezavo med Malto in Sicilijo. V obdobju rimske vladavine je uradni jezik Malte postala latinščina, na otokih pa je bila uvedena rimska vera. Lokalna punsko-helenistična kultura in jezik sta kljub temu preživela vsaj do 1. stoletja našega štetja.
V Apostolskih delih iz leta 60 je zapisano, da je sveti Pavel doživel brodolom na otoku z imenom Melite, ki ga mnogi svetopisemski učenjaki in Maltežani povezujejo z Malto. Obstaja izročilo, da se je brodolom zgodil na obali prikladno imenovanega "zaliva svetega Pavla". V Apostolskih delih 28 svetega Pavla pozdravijo otočani, ki mu zakurijo ogenj. Ko Pavel nabira drva, vročina iz votlega  polena prežene gada, ki ugrizne Pavla. Pavla ugriz ne prizadene, zaradi česar so ljudje prepričani, da je bog. To prepričanje je dalo Pavlu priložnost, da je otočanom predstavi evangelij.
Malta je ostala del Rimskega imperija do začetka 6. stoletja.  V 5. stoletju so otoke za kratek čas morda zasedli Vandali in pozneje Ostrogoti, vendar za to ni nobenega arheološkega dokaza.

### Srednji vek

#### Bizantinsko obdobje
Leta 533 se je bizantinski general Belizar na poti s Sicilije v Severno Afriko morda izkrcal na Malti. Malteški otoki so bili najkasneje leta 535 vključeni v bizantinsko provinco Sicilijo. V bizantinskem obdobju sta glavni mesti ostali Melite (Mdina) na celinski Malti in Citadela na Gozu, medtem ko naj bi Marsaxlokk, Marsaskala, Marsa in Xlendi služili kot pristanišča. Relativno velika količina bizantinske keramike, najdene na Malti, kaže, da je imel otok od 6. do 8. stoletja morda pomembno strateško vlogo v Bizantinskem cesarstvu.
Od poznega 7. stoletja naprej je Sredozemlje ogrožala muslimanska ekspanzija. Bizantinci so zato verjetno izboljšali obrambo Malte, kot je razvidno iz obrambnih zidov, zgrajenih okoli bazilike v Tas-Silġ okoli 8. stoletja. Bizantinci so morda tudi okrepili obzidje Melite, kar je mesto  zmanjšalo na tretjino prvotne velikosti.

#### Arabsko obdobje
Leta 870 našega štetja so Malto zavzeli muslimani iz Severne Afrike. Po Al-Himjariju so Aglabidi pod vodstvom Halafa al-Hadima oblegali bizantinsko mesto Melite, ki mu je vladal guverner Amros, verjetno Ambrosios. Al-Hadim je bil v bojih ubit. Po njegovi smrti je bil s Sicilije poslan Savada Ibn Mohamed,  da nadaljuje obleganje. Koliko časa je obleganja trajalo, ni znano, verjetno pa je trajalo nekaj tednov ali mesecev. Prebivalci Melite so bili po padcu mesta pobiti, mesto uničeno, cerkve pa izropane. Marmor iz melitenskih cerkva je bil uporabljen za gradnjo trdnjave Sousse V Tuniziji.
Po Al-Himjariju je Malta ostala skoraj nenaseljena, dokler je okoli leta 1048 ali 1049 niso ponovno naselile muslimanske skupnosti z njihovimi sužnji. Muslimani so obnovili Melito in jo preimenovali v Medino, ki je bila "lepše mesto, kot prejšnje". Arheološki dokazi kažejo, da je bila Melite/Medina že v začetku 11. stoletja cvetoča muslimanska naselbina, zato je Al-Himjarijevo poročilo verjetno napačno. V letih 1053–1054 so Bizantinci oblegali Medino, vendar so jih njeni branilci odbili. Četudi je bila vladavina Arabcev relativno kratka, so zapustili pomembno zapuščino: arabski jezik, bombaž, pomaranče in limone ter številne nove tehnike namakanja. Nekatere naprave, kot je norija (vodno kolo), se še danes uporabljajo v nespremenjeni obliki. Iz tega obdobja so tudi številna krajevna imena.
O srednjeveški muslimanski Malti se je vila dolga zgodovinopisna polemika. Po "tezi o krščanski kontinuiteti", ki jo je vodil Giovanni Francesco Abela in je še vedno prisotna v ljudskih pripovedih, je malteško prebivalstvo neprekinjeno naseljevalo otoke od zgodnjega krščanskega obdobja do danes, krščanska skupnost pa je obstajala tudi v muslimanskih časih. Tej trditvi je v 70. letih 20. stoletja oporekal zgodovinar srednjega veka Godfrey Wettinger, ki je trdil, da za kontinuiteto krščanstva od poznega 9. do 11. stoletja na malteških otokih ni nobenega dokaza. Maltežani so se očitno morali vključiti v novo arabsko islamsko družbo. Teza o krščanski kontinuiteti je ponovno oživela leta 2010 po objavi Tristia ex Melitogaudo Stanleyja Fiorinija, Horatia Velle in Josepha Brincata, ki so izpodbijali Wettingerjevo interpretacijo na podlagi vrstice bizantinske pesmi, za katero se je kasneje izkazalo, da je bila napačno prevedena. Wettinger je pozneje ponovno potrdil svojo tezo, ki je temeljila na virih arabskih zgodovinarjev in geografov Al Bakrija, Al-Himjarija, Ibn Havkala in Kazvinija, ki so vsi trdili, da je "otok Malta potem ostal ruševina brez prebivalcev". Njihovi zapisi torej izključuje kakršno koli kontinuiteto med Maltežani pred letom 870 in tistimi kasneje. Zapisi arabskih avtorjev so skladni z ugotovitvijo Josepha Brincata, da v malteškem jeziku ni drugih jezikovnih substratov razen arabščine, kar je zelo redek pojav, ki ga je mogoče razložiti le z drastičnim presledkom med prvim in naslednjim obdobjem. Nekaj bizantinskih (grških) besed je v malteški jezik lahko prineslo 400 prebivalcev Rodosa, ki so prišli na otoke z malteškimi vitezi leta 1530, in kristjani grškega obreda s Sicilije.

#### Vladavina normanske Kraljevine Sicilije
Z normansko osvojitvijo se je na Malto vrnilo krščanstvo. Malta in Noto na skrajnem jugu Sicilije sta bili zadnji arabski trdnjavi v regiji, ki so ju zavzeli kristjani. Leta 1091 je sicilski grof Rogerij I. napadel Malto in muslimanske vladarje otoka spremenil v svoje vazale. Leta 1127 je njegov sin Rogerij II. vzpostavil popolno normansko oblast na Malti, s čimer je tlakoval pot pokristjanjenju otoških prebivalcev.
Malta je bila nato skoraj 440 let del Kraljevine Sicilije. V tem obdobju je bila prodana in preprodana različnim fevdalcem in baronom, zaporedoma pa so ji prevladovali vladarji Švabske, Anžujci, Aragonska in Kastiljska krona in Španija. Aragonska krona se je med vladanjem na Malti leta 1479 pridružila Kastiliji in Malta je postala del Španskega cesarstva. Uprava Malte je medtem prešla v roke lokalnega plemstva, ki je ustanovilo upravni organ, imenovan Università.
Otoki so bili še dolgo po koncu arabske vladavine naseljeni s pretežno muslimanskim prebivalstvom. Obdržala se je tudi arabska uprava in muslimanom je bilo do 13. stoletja dovoljeno svobodno izpovedovati svojo vero. Normani so dovolili emirju ostati na oblasti pod pogojem, da jim je plačeval letni davek v mulah, konjih in strelivu. Zaradi tako ugodnega okolja so muslimani demografsko in gospodarsko prevladovali na Malti še vsaj 150 let po krščanski osvojitvi.
Leta 1122 je bila na Malti vstaja muslimanskega prebivalstva in leta 1127 je Rogerij II. Sicilski ponovno zasedel otoke.
Celo leta 1175 je Burchard, strasbourški škof in odposlanec Friderika I., cesarja Svetega rimskega cesarstva, na podlagi svojega kratkega obiska na Malti dobil vtis, da je naseljena izključno ali pretežno z muslimani.
Leta 1192 je Tankred Sicilski imenoval Margarita iz Brindisija za prvega malteškega grofa, morda zaradi njegovega nepričakovanega uspeha pri ujetju cesarice Konstance, kandidatke za sicilski prestol. Med letoma 1194 in 1530 se je med vladanjem Kraljevine Sicilije  začel proces popolne latinizacije. Osvajanja Normanov so vodila v postopno romanizacijo in latinizacijo ter kasnejšo trdno uveljavitev katolištva na Malti po prejšnji islamski prevladi. Muslimani so kljub temu vse do leta 1224 ostali znaten del družbe.
Leta 1224 je Friderik II., cesar Svetega rimskega cesarstva, poslal proti Malti svojo vojsko, da bi tam vzpostavil svojo oblast in preprečil muslimanskemu prebivalstvu, da bi pomagalo uporu muslimanov v Kraljevini Siciliji.
Po normanski osvojitvi je je prebivalstvo malteških otokov raslo predvsem zaradi priseljevanja s severa, največ s Sicilije in iz Italije. Na Malto so bili leta 1223 izgnani vsi moški iz mesta Celano v Italiji. Na Malti je bila leta 1240 nastanjena normanska in sicilska garnizija, med letoma  1372 in 1450 pa so se tja začele naseljevati plemiške družine s Sicilije. Kot posledica tega so Capelli in drugi leta 2005 ugotovili, da "sodobni moški na Malti najverjetneje izvirajo iz južne Italije, vključno s Sicilijo in Kalabrijo".
Po poročilu Gililberta Abbateja iz leta 1240 ali 1241, kraljevega guvernerja  Friderika II. Sicilskega v genovskem obdobju Grofije Malte, je bilo v tem letu na otokih Malta in Gozo 836 muslimanskih, 250 krščanskih in 33 judovskih družin.
Okoli leta 1249 je bilo nekaj malteških muslimanov poslanih v italijansko kolonijo Lucera, ustanovljeno za siciliske muslimane. Za nekatere zgodovinarje, vključno z Godfreyjem Wettingerjem, ki povzema Ibn Halduna, je ta dogodek označil konec islama na Malti. Kmalu po letu 1249 na otoku ni ostal noben muslimanski Maltežan niti kot svobodna oseba niti kot podložnik. Malteški jezik je kljub temu preživel, kar pomeni, da je veliko število kristjanov že govorilo malteško, ali pa se je veliko muslimanov spreobrnilo v katolištvo in tam ostalo.
Leta 1266 je bila Malta predana v fevd Karlu Anžujskemu, bratu francoskega kralja Ludvika IX., ki jo je obdržal v posesti do leta 1283.  Zaradi Karlove verske nestrpnosti do vseh, razen katolikov, je postalo sobivanje različno verujočih na Malti negotovo. Vezi Malte z Afriko so ostale močne do začetka aragonske in španske vladavine leta 1283 po sicilskih večernicah.(str.31)
Septembra 1429 so Saraceni Hafsidi poskušali zavzeti Malto, vendar so jih Maltežani odbili. Napadalci so izropali podeželje in okoli 3000 prebivalcev odpeljali v suženjstvo.
Do konca 15. stoletja so bili vsi malteški muslimani prisiljeni spreobrniti se v krščanstvo in morali najti načine za prikrivanje svoje prejšnje identitete z latiniziranjem svojih ali sprejemanjem novih priimkov.

### Vladavina Malteškega viteškega reda (1530–1798)
Malti je od leta 1530 do 1798 vladal Malteški viteški red kot vazal Kraljevine Sicilije.

#### Zgodnja leta
V začetku 16. stoletja se je začelo Osmansko cesarstvo širiti na zahod in doseglo jugovzhodno Evropo. Španski kralj Karel V. se je bal, da bo konec krščanske Evrope, če bo Rim padel pod osmansko oblast. Leta 1522 je sultan Sulejman I. pregnal viteze hospitalce sv. Janeza z Rodosa in vitezi so se razkropili po svojih poveljstvih po Evropi. Ker je želel zaščititi Rim pred invazijo z juga, je Karel V. leta 1530 predal Malto hospitalcem.
V naslednjih 275 letih so ti slavni "malteški vitezi" otok naredili za svojo domeno in italijanski jezik svoj uradni jezik. Zgradili so mesta, palače, cerkve, vrtove in utrdbe in otok olepšali s številnimi umetninami in obogatili kulturno dediščino.
Viteški red sv. Janeza je bil ustanovljen za graditev postojank ob romarski poti v Sveto deželo, da bi pomagale romarjem na potovanju v obe smeri. Zaradi številnih spopadov kristjanov z muslimani je bila njihovih glavna naloga zdravniška pomoč ranjenim in bolnim. V zameno za številna rešena življenja je red dobival na novo osvojena ozemlja, ki jih je bilo treba braniti, kar je privedlo do ustanovitve močnega vojaškega krila reda. Red je  postal močan in bogat, njegova prva prioriteta pa je postalo vojaško krilo reda. Ker je bil velik del ozemlja v njihovi posesti okoli Sredozemlja, so postali tudi znani pomorščaki.
Z Malte so vitezi napadali osmanske ladje, zato je sultan Sulejman Veličastni kmalu ukazal napad nanje, ki bi jih uničil. V tem času so vitezi zgradili mesto Birgu, ki je imelo odlično pristanišče za namestitev njihove flote. Birgu je bil v tistem času ob stari prestolnici Mdini eno od dveh večjih mest na Malti. Obrambo Birguja so okrepili z novimi trdnjavami na mestu, kjer je zdaj Senglea. Na konici polotoka, kjer zdaj stoji mesto Valletta,  so zgradili Trdnjavo svetega Elma.

#### Veliko obleganje Malte
18. maja 1565 je osmanska vojska Sulejmana Veličastnega začela oblegal Malto. Na napad so bili vitezi dobro pripravljeni. Osmani so najprej napadli novozgrajeno trdnjavo svetega Elma in jo po celem mesecu obstreljevanja bojev spremenili v ruševine. Posadka trdnjave se je borila do zadnjega moža. Trdnjavi svetega Elma so sledili Birgu in utrdbe v Senglei, vendar brez uspeha.
Dolgotrajno obleganje, ki se je končalo 8. septembra istega leta, je v zgodovini postalo znano kot "veliko obleganje". Osmansko cesarstvo je priznalo poraz in se umaknilo, ker so bližajoče se zimske nevihte grozile, da jim bodo onemogočile odhod. Osmansko cesarstvo je pričakovalo lahko zmago v nekaj tednih. Njihova vojska je štela 40.000 mož proti 9000 "vitezom", večinoma malteškim vojakom in oboroženim preprostim meščanom. Izguba več tisoč mož je bila za Osmane zelo boleča in niso več poskušali osvojiti Malte. Sultan Sulejman Veličastni je naslednje leto umrl.

#### Obdobje po obleganju
Leto zatem je začel red na polotoku Sciberras, ki so ga Osmani med obleganjem uporabljali kot svojo bazo, začel graditi utrjeno mesto, kot ga še ni bilo. Mesto so po Jeanu Parisotu de la Valetteju, velikemu mojstru reda, ki je vodil obrambo mesta, imenovali Valletta. Ker Osmansko cesarstvo ni nikoli več napadlo Malte, utrdbe niso bile nikoli preizkušene in so danes ena najbolje ohranjenih utrdb iz tega obdobja.
Za razliko od prejšnjih vladarjev otočja red svetega Janeza ni imel "domače države" izven otoka. Malta je zato postala njihov dom, v katerega so vložili več kot vsi drugi. Ker so člani reda izhajali iz plemiških družin in ker je red opravljal  storitve romarjem v Sveto deželo, je je bil dokaj bogat. Arhitekturni in umetniški ostanki iz tega obdobja so med največjimi v zgodovini Malte, zlasti v njihovem "kronskem dragulju" - mestu Valletta.
Ker je glavni razlog, zaradi katerega so bili ustanovljeni, prenehal obstajati, je bilo slavnih dni reda konec. V zadnjih treh desetletjih 18. stoletja je red stalno propadal. Propadanje je bilo posledica številnih dejavnikov, vključno z bankrotom, ki je bil posledica razkošja zadnjih velikih mojstrov, ki je izčrpalo finance reda. Zaradi tega je red postal nepriljubljen tudi pri Maltežanih.
Leta 1775 je prišlo do upora, znanega kot vstaja duhovnikov. Uporniki so uspeli zavzeti Trdnjavo svetega Elma in Bastion svetega Jakoba Viteza, vendar je bil upor zatrt. Nekateri voditelji so bili usmrčeni, drugi pa zaprti ali izgnani.

### Francoska okupacija (1798–1800)
Z leti je moč Malteških vitezov upadala in se končala leta 1798, ko se je na Malti ustavila Napoleonova ekspedicijska vojska na poti v Egipt. Napoleon je prosil za varno pristanišče, da bi oskrbel svoje ladje. Ker mu niso želeli priskrbeti vode, je Napoleon  poslal v Valletto oddelek svoje vojske, ki je prisilila velikega mojstra Ferdinanda von Hompescha, da je 11. junija kapituliral.
Naslednji dan je bil podpisan sporazum, s katerim je Malteški viteški red predal suverenost otoka Malta Francoski republiki. V zameno se je Francoska republika obvezala, da bo na kongresu v Rastattu "izkoristila ves svoj vpliv, da bi velikemu mojstru zagotovila kneževino, enakovredno tisti, ki se ji je odrekel".
Med svojim zelo kratkim šestdnevnem bivanjem na Malti je Napoleon izvedel številne reforme, zlasti z ustanovitvijo nove uprave z vladno komisijo, ustanovitvijo dvanajstih občin, ustanovitvijo  uprave javnih financ, odpravo vseh fevdalnih pravic in privilegijev, odpravo suženjstva in podelitev svobode vsem turškim sužnjem, skupaj 2000. Na pravosodni ravni je bil oblikovan družinski zakonik in imenovanih dvanajst sodnikov. Javno šolstvo je bilo organizirano po načelih, ki jih je določil sam Bonaparte, in so zagotavljala osnovno in srednješolsko izobraževanje. Ustanovljenih je bilo 15 osnovnih šol, univerzo pa je nadomestila Ecole centrale, v kateri je bilo osem kateder, na katerih se je predavala predvsem aritmetika in stereometrija, algebra in stereotomija, geometrija in astronomija, mehanika in fizika, navigacija, kemija itd.
Napoleon je nato odplul v Egipt in na Malti pustil precejšnjo garnizijo. Ker je bil Malteški red pri domačinih nepriljubljen, so slednji na Francoze sprva gledali z optimizmom. Optimizem ni trajala dolgo. Francozi so v nekaj mesecih zaprli samostane in zasegli cerkveno premoženje in zaklade. Najdragocenejši je bil meč Jeana de la Valetteja, ki je bil šele leta 2017 vrnjen Malti. Pred tem je bil dolgo let razstavljen v pariškem Louvreu. Maltežani so se uprli in prisilili francosko garnizijo generala Claude-Henrija Belgranda de Vauboisa, da se je umaknila v Valletto. Po nekaj neuspešnih poskusih domačinov, da ponovno zavzamejo Valletto, so za pomoč prosili Britance. Kontraadmiral Lord Horatio Nelson se je leta 1799 odločil za popolno blokado otoka in francoska garnizija se je naslednje leto predala.

### Malta v Britanskem imperiju (1800–1964)

#### Britanska Malta v 19. in zgodnjem 20. stoletju
Leta 1800 je Malta kot protektorat prostovoljno postala del Britanskega imperija. Po določilih Amienskega miru, sklenjenega s Francijo leta 1802, bi morala Velika Britanija evakuirati otok, a te obveznosti ni izpolnila. To je bilo le eno od več neupoštevanj sporazuma, ki je sčasoma pripeljalo do njegovega propada in ponovne vojne med državama.
Čeprav otoku sprva niso pripisovali velikega pomena, so njegova odlična pristanišča postala ogromna prednost za Britance, zlasti po odprtju Sueškega prekopa leta 1869. Otok je postal vojaška in pomorska trdnjava in sedež britanske sredozemske flote.
Zahteva Maltežanov po samoupravi je bila do leta 1921 zavračana, čeprav je bil delno izvoljeni Zakonodajni svet ustanovljen že leta 1849. Domačini so včasih trpeli precejšnjo revščino, ki je bila posledica prenaseljenosti otoka in velike odvisnosti od britanskih vojaških izdatkov, ki so se spreminjali glede na vojno stanje v svetu. V 19. stoletju je britanska administracija uvedla več liberalnih ustavnih reform, ki sta se jim na splošno uprli Cerkev in malteška elita, ki se je oklepala svojih fevdalnih privilegijev.  Ustanovljene so bile politične organizacije, kot je bila Nacionalistična stranka, ki so imele za enega od svojih ciljev zaščito italijanskega jezika na Malti.
Leta 1813 je Malta dobila Bathurstovo ustavo, potem pa je Dunajski kongres leta 1815 ponovno potrdil britansko oblast po Pariškem mirovnem sporazumu iz leta 1814. Leta 1819 je bila lokalna italijansko govoreča Università razpuščena.
Leta 1828 je bila po razglasitvi Vatikanske cerkvene države slednji odvzeta pravica do oblasti na Malti.  Tri leta pozneje je Malteški cerkveni sedež postal neodvisen od Palermskega sedeža. Leta 1839 je bila odpravljena tiskovna cenzura in začela se je gradnja anglikanske stolnice svetega Pavla.
Po karnevalskih nemirih leta 1846 je bil leta 1849 pod britansko vladavino ustanovljen Vladni svet z izvoljenimi člani. Leta 1870 je bil izveden referendum o cerkvenih predstavnikih v Vladnem svetu, leta 1881 pa je bil ustanovljen Izvršilni svet pod britanskim nadzorom, ki je leta 1887 dobil "dvojni nadzor". Slednji je bil leta 1903 ukinjen in Vladni svet je dobil status, kakršnega je imel leta 1849 pod britansko vladavino.
V zadnji četrtini 19. stoletja je bil dosežen tehnični in finančni napredek v skladu z Belle Époque. V naslednjih letih je bila ustanovljena Anglo-egipčanska banka (1882) in začela delovati Malteška železnica (1883). Leta 1885 so bile izdane prve dokončne poštne znamke, leta 1904 pa je začel voziti tramvaj. Leta 1886 je glavni malteški  kirurg David Bruce odkril mikrobe, ki povzročajo malteško mrzlico, leta 1905 pa je Themistocles Zammit odkril izvore mrzlice. Leta 1912 je Dun Karm Psaila napisal svojo prvo pesem v malteščini.
Med prvo svetovno vojno med letoma 1915 in 1918 je Malta zaradi velikega števila ranjenih vojakov, nastanjenih na Malti, postala znana kot "medicinska sestra Sredozemlja".

#### Malta v medvojnem obdobju
Leta 1919 so nemiri Sette Giugno (Sedmi junij) zaradi previsokih cen kruha pripeljali do večje avtonomije domačinov v 20. letih prejšnjega stoletja. Potem ko je Filippo Sciberras sklical državno skupščino, je bila leta 1921 Malti podeljena samouprava. Malta je dobila dvodomni parlament s senatom, ukinjenim leta 1949, in izvoljeno zakonodajno skupščino. Za predsednika vlade je bil imenovan Joseph Howard. Leta 1923 so malteško himno Innu Malti prvič izvedli v javnosti. Istega leta je predsednik vlade postal Francisco Buhagiar. Leta 1924 mu je sledil sir Ugo Pasquale Mifsud, njemu pa leta 1927 sir Gerald Strickland.
30. leta 20. stoletja so bila obdobje nestabilnosti v odnosih med malteško politično elito, malteško katoliško cerkvijo in britanskimi oblastmi. Ustava iz leta 1921 je bila dvakrat suspendirana. Prvič v letih 1930–1932, ko so britanske oblasti domnevale, da svobodne in poštene volitve  po spopadu med vladajočo ustavno stranko in Cerkvijo  ne bodo mogoče. Cerkev je namreč razglasila, da je glas za nasprotno stranko in njene zaveznice smrtni greh. Ustava je bila ponovno suspendirana leta 1933 zaradi glasovanja vlade o proračunu za poučevanje italijanščine v osnovnih šolah. Malta je po teh dogodkih dobila status kronske kolonije, ki ga je imela leta 1813.
Pred prihodom Britancev je bil uradni jezik in jezik peščice izobražene elite od leta 1530 italijanščina. Raba italijanščine se je zaradi povečane rabe angleščina zmanjšala. Leta 1934 je bila za uradni jezik razglašena malteščina, s čimer se je število uradnih jezikov povečalo na tri. Dve leti pozneje je ustavna listina leta 1936 razglasila, da sta edina uradna jezika malteščina in angleščina. S tem dokumentom je bilo pravno rešeno dolgoletno jezikovno vprašanje, ki je v malteški politiki prevladovalo več kot pol stoletja. Leta 1934 je le približno 15 % prebivalstva tekoče govorilo italijansko.
Leta 1936 je bila ustava spremenjena, da bi zagotovila britanskim oblastem imenovanje članov Izvršilnega, kot je bilo zapisano v ustavi iz leta 1835. Sprememba ustave leta 1939 je ponovno zagotovila delno izvoljeni vladni svet pod britansko oblastjo.

#### Druga svetovna vojna
Pred drugo svetovno vojno je bila Valletta sedež sredozemske flote Britanske  kraljeve mornarice. Poveljstvo je bilo aprila 1937 kljub ugovorom Winstona Churchilla  prestavljeno v Aleksandrijo v Egiptu, ker so se Britanci  bali, da je Malta preveč izpostavljena za zračne napade iz Evrope. Ob italijanski vojni napovedi 10. junija 1940 je imela Malta garnizijo z manj kot štiri tisoč vojaki in zaloge za približno pettedensko oskrbo s hrano za okoli tristo tisoč prebivalcev. Zračno obrambo Malte je sestavljalo približno dvainštirideset protiletalskih topov, štiriintrideset težkih in osem lahkih, in štiri letala  Gloster Gladiator, za katere so bili na voljo trije piloti.
Ker je bila Malta britanska kolonija v bližini Sicilije in na osi ladijskih poti, so jo bombardirale italijanske in nemške zračne sile. Malto so Britanci uporabljali za napade na italijansko mornarico in je imela podmorniško bazo. Uporabljali so jo tudi za prisluškovanje nemških  radijskih sporočil, vključno z Enigmo.
Prvi zračni napadi na Malto so se začeli 11. junija 1940. Tisti dan je bilo šest napadov. Zastarela britanska dvokrilna letala otoka niso mogla braniti, ker letališče Luqa ni bilo dokončano. Pripravljeno je bilo šele pred sedmim napadom. Italijanska letala so sprva letela na višini okoli 5.000 m, nato pa so se spustila na 3.000 m, da bi izboljšala natančnost zadetkov. Natančnost italijanskih bombnikov se je po več poskusih izboljšala, kar je povzročilo veliko opustošenje vojaške in civilne infrastrukture. Vsi ti napadi so se nazadnje izkazali za neučinkovite, saj je bila vsa nastala škoda popravljena že pred novim valom bombnikov.
Do konca avgusta so bili Gladiatorji okrepljeni z dvanajstimi Hawker Hurricanii, ki so prispeli s HMS Argus. V prvih petih mesecih spopadov so otoška letala uničila ali poškodovala okrog sedemintrideset italijanskih letal, a so pri tem utrpela večje izgube kot Italijani. Italijansko bombardiranje je kljub temu povzročilo resno škodo otoški infrastrukturi in sposobnosti kraljeve mornarice za učinkovito delovanje v Sredozemlju.:{{{1}}}
Na Malti je bilo od začetka vojne do decembra 1941 ubitih 330 ljudi, 297 pa jih je bilo hudo ranjenih. Januarja 1941 je ob prihodu nemškega Afriškega korpusa v Libijo na Sicilijo prišel nemški X. letalski korpus. V naslednjih štirih mesecih je bilo v letalskih napadih ubitih 820 in hudo ranjenih 915 ljudi.
15. aprila 1942 je kralj Jurij VI. "otoški trdnjavi Malta – njenim ljudem in branilcem" podelil Jurijev križ, najvišje britansko civilno priznanje za hrabrost.  8. decembra 1943 je na Malto prišel  Franklin D. Roosevelt in prebivalcem Malte v imenu prebivalcev Združenih držav podelil priznanje predsednika ZDA. Listino jim je izročil 8. decembra, vendar so jo iz simboličnih razlogov datiral na 7. december. Na njej je, med drugim, pisalo: "Pod ponavljajočim se ognjem z neba je Malta stala sama in neustrašena sredi morja kot majhen svetel plamen v temi – svetilnik upanja za jasnejše dni, ki so prišli". Celo besedilo je na spominski plošči na steni Palače velikega mojstra na mestnem trgu v Valletti.
Leta 1942 je bil za pomoč Malti poslan konvoj s kodnim imenom Operacija Pedestal. Pet ladij, vključno s tankerjem SS Ohio, je uspelo pripluti v Veliko pristanišče z dovolj zalog, da je Malta preživela. Naslednje leto so Malto obiskali Franklin D. Roosevelt in Winston Churchill ter kralj Jurij VI.
Med drugo svetovno vojno sta bila edina preostala nacionalistična člana parlamenta Malte Ugo Mifsud in George Borg Olivier. Ugo Mifsud se je onesvestil, ko je zelo strastno branil deportacijo Enrica Mizzija in 49 drugih italijanskih Maltežanov, ki so bili obtoženi proitalijanskih političnih dejavnosti, v koncentracijska taborišča v Ugandi. Nekaj dni kasneje je umrl.
Leta 1943 so zavezniki z Malte začeli invazijo na Sicilijo. Invazijo so usklajevali iz  Vallette. Po kapitulaciji Kraljevine Italije leta 1943 se je velik del italijanske mornarice predal Britancem na Malti.
Na Malti sta se na začetku leta 1945 sestala  Churchill in Roosevelt pred odhodom na Jaltsko konferenco z Josifom Stalinom.
Državna skupščina iz leta 1946 je privedla do nove ustave leta 1947. Ta je obnovila samoupravo Malte s Paulom Boffo kot predsednikom vlade. 5. septembra 1947 je bila podeljena splošna volilna pravica vsem  ženskam na Malti. Tistega leta je bila za poslanko v malteškem parlamentu kot prva ženska izvoljena Agatha Barbara.

### Od samouprave do neodvisnosti
Po drugi svetovni vojni so otoki dosegli samoupravo, vendar si je Malteška laburistična stranka (MLP) Doma Mintoffa prizadevala bodisi za popolno integracijo z Združenim kraljestvom bodisi za neodvisnost. Nacionalistična stranka na čelu z Georgom Borgom Olivierjem  je bila naklonjena neodvisnosti s statusom dominiona, kot so ga uživale Kanada, Avstralija in Nova Zelandija.
Incident ob kronanju kraljice Elizabete II. leta 1953, na katerega malteška delegacija sprva sploh ni bila povabljena,  je malteške politike začasno združil. Po zmagi MLP na volitvah leta 1955 so decembra v Londonu potekale okrogle mize o prihodnosti Malte, zlasti o predlogu integracije, ki ga je predstavil Mintoff. Razgovorov so se udeležili novi premier Dom Mintoff, Borg Olivier in drugi malteški politiki ter britanski minister za kolonije Alan Lennox-Boyd. Britanska vlada se je strinjala, da bo otokom ponudila zastopstvo v britanskem parlamentu s tremi sedeži v spodnjem domu parlamenta, pri čemer bo odgovornost za malteške zadeve od urada za kolonije prevzelo ministrstvo za notranje zadeve. Po teh  predlogih bi malteški parlament obdržal pristojnost nad vsemi zadevami, razen obrambe, zunanje politike in obdavčitve. Maltežani naj bi imeli tudi socialno in gospodarsko enakost z Združenim kraljestvom, ki bi ga jamčilo britansko ministrstvo za obrambo (MoD), glavni delodajalec  na otokih.
Referendum o integraciji z Združenim kraljestvom je potekal 11. in 12. februarja 1956. 77,02 % volivcev je predlog podprlo, vendar je zaradi bojkota Nacionalistične stranke in Cerkve glasovalo le 59,1 % volivcev, s čimer je bil rezultat neprepričljiv. Pomisleke so izrazili tudi britanski poslanci, ker bi zastopanje Malte v Westminstru postavilo precedens za druge kolonije in vplivalo na izid splošnih volitev.
Poleg tega je vse manjša strateška pomembnost Malte za kraljevo mornarico pomenila, da je bila britanska vlada vedno manj naklonjena vzdrževanju tamkajšnjih pristanišč. Po odločitvi Admiralitete, da odpusti 40 delavcev v ladjedelnici, je Mintoff izjavil, da "predstavniki malteškega ljudstva v parlamentu izjavljajo, da jih sporazumi in obveznosti do britanske vlade nič več ne zavezujejo". V odgovor je minister za kolonije poslal Mintoffu depešo, v kateri je izjavil, da je "nepremišljeno tvegal" celoten integracijski načrt.
Dom Mintoff je skupaj z vsemi poslanci MLP 21. aprila 1958 demonstrativno odstopil s položaja predsednika vlade. Guverner Laycock je Georgiu Borgu Olivierju ponudil, da sestavi alternativno vlado, vendar je on to zavrnil, kar je privedlo do tega, da je guverner razglasil izredne razmere in s tem suspendiral ustavo, Malto pa postavil pod neposredno kolonialno upravo iz Londona. MLP je zdaj popolnoma opustil podporo integraciji in zagovarjal izključno popolno neodvisnost od Britanije. Leta 1959 je začasna ustava predvidela Izvršilni svet pod britanskim nadzorom.
Francija je medtem izvajala podobno politiko v svojih kolonijah, od katerih so nekatere postale čezmorski departmaji. Takšen status je Britanija ponudila Malti in je predstavljal edinstveno izjemo. Malta je bila edina britanska kolonija, v kateri se je resno razmišljalo o integraciji z Združenim kraljestvom. Kasnejše britanske vlade so izključile možnost integracije preostalih britanskih čezmorskih ozemelj, kot je na primer Gibraltar.
Od leta 1959 je britanski guverner Malte začel izvajati načrt gospodarskega razvoja, ki je temeljil na spodbujanju turizma in davčne konkurenčnosti ter ponujal zelo nizke davčne stopnje za pokojnine, licenčnine in dividende, da bi privabil tako imenovane britanske  "naseljence s šestimi peniji" in upokojence iz nekdanjih kolonij. Malta je po letu 1967 doživela velik pritok Britancev iz Rodezije.
Leta 1961 je Krvna komisija poskrbela za novo ustavo, ki je omogočila določeno mero samouprave in priznala "državo" Malto. Naslednje leto je postal predsednik vlade Giorgio Borg Olivier.

### Neodvisna Malta (od 1964)

#### Nacionalistične vlade (1964-1971)
Po sprejetju Akta o neodvisnosti Malte leta 1964 v britanskem parlamentu in potrditvi nove malteške ustave s 54,5 % glasov za na referendumu, je bila 21. septembra 1964 ustanovljena država Malta (malteško Stat ta' Malta)  kot neodvisna ustavna monarhija z Elizabeto II. kot kraljico in vodjo države. 21. septembra se še naprej vsako leto praznuje kot državni praznik Dan neodvisnosti (malteško Jum l-Indipendenza). 1. decembra 1964 je bila Malta sprejeta v Združene narode.
V prvih dveh poosamosvojitvenih volilnih krogih, leta 1962 in 1966, se je kot največja stranka izkazala Nacionalistična stranka, ki je dobila večino poslanskih sedežev. V teh letih so bili odnosi z Italijo izrednega pomena za zagotovitev neodvisnosti in povezovanje s celinsko Evropo. Malta je leta 1967 med obiskom Alda Mora podpisala štiri sporazume o sodelovanju z Italijo.
Leta 1965 se je Malta pridružila Svetu Evrope in leta 1970 podpisala pridružitveni sporazum z Evropsko gospodarsko skupnostjo.

#### Laburistične vlade (1971-1987)
Na volitvah leta 1971 je Laburistična stranka (MLP) pod Domom Mintoffom zmagala z nekaj več kot 4000 glasovi. Laburistična vlada se je takoj lotila ponovnih pogajanj o vojaških in finančnih sporazumih z Združenim kraljestvom, sklenjenih po osamosvojitvi. Vlada se je lotila tudi programov nacionalizacije ter širitve javnega sektorja in socialne države. Zakonodaja o zaposlovanju je bila posodobljena z uvedbo enakosti spolov pri izplačevanju plač. Na področju civilnega prava je bila uvedena civilna poroka ter dekriminalizirana homoseksualnost in prešuštvo. Smrtna kazen za umor je bila odpravljena leta 1971. Naslednje leto je Malta po posredovanju italijanskega zunanjega ministra Alda Mora sklenila sporazum o vojaški bazi z Združenim kraljestvom in drugimi državami Nata.
S svežnjem ustavnih reform je Malta 13. decembra 1974 postala republika z zadnjim generalnim guvernerjem sirom Anthonyjem Mamo kot prvim predsednikom. Zakon o Ġieħ ir-Repubblika, ki je bil razglašen naslednje leto, je odpravil vse plemiške naslove na Malti in ukazal, da se prenehajo priznavati.
Stranka je ponovno zmagala na volitvah leta 1976. Med letoma 1976 in 1981 je Malta preživljala težke čase in laburistična vlada je zahtevala, da Maltežani zategnejo pasove, da bi premagali težave, s katerimi se je soočala Malta. Primanjkovalo je osnovnih stvari. Dobava vode in elektrike je bila sistematično prekinjena za dva ali tri dni na teden. Politične napetosti so se povečale, zlasti na črni ponedeljek, ko so po poskusu atentata na predsednika vlade zažgali prostore časnika Times of Malta in napadli hišo vodje opozicije.

#### Konec britanske prisotnosti in krepitev odnosov z Libijo in Italijo
1. aprila 1979 so otok zapustile zadnje britanske sile. 31. marec se zdaj praznuje kot Dan svobode (malteško Jum Il-Ħelsien). Praznovanje se začne s slovesnostjo v Floriani blizu Vojnega spomenika. Priljubljen dogodek na ta dan je tradicionalna regata v Velikem pristanišču. Nagrada za zmagovalca je Regatni ščit.
Med Mintoffovim predsedovanjem vladi je začela Malta vzpostavljati tesne kulturne in gospodarske vezi z Libijo Moamerja Gadafija in diplomatske in vojaške vezi s Severno Korejo.
V teh letih je Libija posodila  Malti več milijonov dolarjev, da bi nadomestila izgubo prihodkov od najemnin, ki je sledila zaprtju britanskih vojaških baz na Malti. Tesnejše vezi z Libijo so pomenile nov, vendar kratkotrajen razvoj malteške zunanje politike. Zahodni mediji so poročali, da se zdi, da Malta obrača hrbet Natu, Združenemu kraljestvu in Evropi nasploh. Objavljene so bile zgodovinske knjige, ki so začele širiti idejo o nepovezanosti z italijanskim in katoliškim prebivalstvom, namesto tega pa so poskušale spodbujati teorijo o tesnejših kulturnih in etničnih povezavah s severno Afriko. Ta nov razvoj je komentiral Boissevain leta 1991: "Laburistična vlada je prekinila odnose z Natom in si prizadeva skleniti povezave z arabskim svetom. Po 900 letih povezave z Evropo se je Malta začela ozirati proti jugu. Muslimani, ki se jih izročilo še vedno spominja po divjih piratskih napadih, so bili redefinirani kot krvni bratje".
Malta in Libija sta sklenili sporazum o prijateljstvu in sodelovanju kot odgovor na večkratne Gadafijeve pozive k tesnejši, bolj formalni uniji med državama. Za kratek čas je arabščina postala celo obvezen predmet v malteških srednjih šolah. Leta 1984 je Moamer Gadafi na Malti uradno odprl mošejo Mariam Al-Batool, dve leti po njenem dokončanju.
Leta 1980 je morala naftna ploščad italijanskega podjetja Saipem, ki jo je Texaco naročil za vrtanje v imenu malteške vlade 68 navtičnih milj jugovzhodno od Malte, ustaviti delovanje, potem ko ji je grozila libijska topovnjača. Tako Malta kot Libija sta zahtevali gospodarske pravice do tega območja in incident je dvignil napetosti. Zadeva je bila leta 1982 predložena Meddržavnemu sodišču, vendar je sodba sodišča leta 1985 obravnavala le razmejitev majhnega dela spornega ozemlja.
Leta 1980 je Malta z Italijo podpisala sporazum o nevtralnosti, po katerem se je Malta strinjala, da ne bo sklenila nobenega zavezništva, Italija pa se je strinjala, da bo zagotovila nevtralnost Malte. Odnosi Malte z Italijo so bili opisani kot "na splošno odlični".

#### Ustavna kriza v 80. letih
Na splošnih volitvah leta 1981 je Nacionalistična stranka (NP) dobila absolutno večino glasov, vendar so laburisti osvojili večino parlamentarnih sedežev v skladu z enotnim prenosljivim glasom in Mintoff je ostal predsednik vlade, kar je povzročilo politično krizo. Nacionalisti, ki jih zdaj vodi Eddie Fenech Adami, so zavrnili volilni izid in svoje sedeže v parlamentu. Začeli so  kampanjo, v kateri so zahtevali, da mora parlament odražati demokratično voljo ljudi. Laburistična vlada je kljub temu ostala na oblasti ves petletni mandat. Mintoff je odstopil s položaja predsednika vlade in vodje stranke ter leta 1984 za svojega naslednika imenoval Karmenuja Mifsuda Bonnicija.
Leta Mifsuda Bonnicija so zaznamovale politične napetosti in nasilje. Po petletni razpravi je Fenech Adami s posredovanjem Doma Mintoffa s Karmenujem Mifsudom Bonnicijem dosegel dogovor o spremembi ustave. Januarja 1987 so bile izglasovane ustavne spremembe, ki so zagotovile, da bo stranka z absolutno večino glasov dobila večino parlamentarnih sedežev. Sprememba je utrla pot za vrnitev Nacionalistične stranke v vlado pozneje istega leta.

#### Pristopni proces k Evropski uniji (1987–2004)
Na splošnih volitvah, ki so sledile leta 1987, je Nacionalistična stranka  ponovno  dosegla večino glasov. Nova nacionalistična administracija Edwarda Fenecha Adamija si je prizadevala izboljšati vezi Malte z Zahodno Evropo in Združenimi državami. Nacionalistična stranka je zagovarjala članstvo Malte v Evropski uniji in 16. julija 1990 predložila svojo vlogo za sprejem. Vloga je bila sporna, saj so laburisti članstvu nasprotovali.
Širok program liberalizacije in javnih naložb se je odrazil v ponovni zmagi nacionalistov na volitvah leta 1992. Leta 1993 so bili na Malti ponovno ustanovljeni lokalni sveti.
Naslednje splošne volitve na Malti so bile 26. oktobra 1996. Tokrat so največ glasov dobili laburisti, največ sedežev v parlamentu pa nacionalisti. Ponovno je bilo treba upoštevati ustavne spremembe iz leta 1987  in Laburistična stranka je dobila dodatne štiri sedeže in s tem večino v parlamentu. Vloga Malte za članstvo v EU je bila nato zamrznjena. Razkol v laburistični stranki leta 1998 med premierjem Santom in nekdanjim premierjem Mintoffom (umrl leta 2012) je povzročil, da je vlada izgubila večino. Ne glede na to, da je bil  predsednik republike naklonjen rešitvi s pogajanji, so se vsi poskusi izkazali za jalove. Predsednik ni imel druge možnosti, kot da sprejme odstop Santa in njegove vlade in razpiše predčasne volitve.
Nacionalistična stranka je ob vrnitvi na položaj na volitvah leta 1998 s 13.000 glasovi razlike ponovno aktivirala prošnjo za članstvo v EU. Malta je bila uradno sprejeta kot država kandidatka na Evropskem svetu v Helsinkih decembra 1999.
Leta 2000 je bila smrtna kazen odpravljena tudi iz vojaškega zakonika Malte.
Pogajanja o pristopu k EU so bila zaključena konec leta 2002. Na referendumu o članstvu leta 2003 je veljavno glasovalo 90,86 % udeležencev, od tega je bilo 53,65 % glasov za. Laburisti so izjavili, da jih ta rezultat ne bo zavezoval, če bi se vrnili na oblast na naslednjih splošnih volitvah tistega leta. V teh okoliščinah so bile razpisane splošne volitve in Nacionalistična stranka, ki jo je vodil premier Fenech Adami, je dobila še en mandat. Aprila 2004 je Eddie Fenech Adami prisegel kot predsednik Malte. Lawrence Gonzi ga je nasledil kot predsednik vlade in vodja nacionalistične stranke. Pristopni sporazum je bil podpisan in ratificiran in Malta se je  1. maja 2004  pridružila EU. Kasneje je bilo doseženo soglasje o članstvu z laburisti, ki so izjavili, da bodo članstvo spoštovali. Joe Borg je bil imenovan za prvega malteškega evropskega komisarja v prvi Barrosovi komisiji.

#### Malta v Evropski uniji (2004–danes)
Pristop Malte k Evropski uniji leta 2004 je imel pomembne posledice za zunanjo politiko države. Predvsem je morala Malta izstopiti iz Gibanja neuvrščenih, katerega aktivna članica je bila od leta 1971.
V okviru članstva v EU se je Malta evroobmočju pridružila 1. januarja 2008. Volitve leta 2008 so potrdile Gonzijev položaj predsednika vlade. Leta 2009 predsednik Malte postal George Abela.
28. maja 2011 so Maltežani na posvetovalnem referendumu o razvezi zakona izglasovali možnost razveze. Malta je bila takrat poleg Filipinov in Vatikana ena od le treh držav na svetu, v katerih ločitev ni bila dovoljena. Kot posledica izida referenduma je bil istega leta sprejet zakon, ki dovoljuje razvezo pod določenimi pogoji.
Po korupcijskem škandalu je moral evropski komisar John Dalli odstopiti in leta 2012 ga je  zamenjal Tonio Borg. Predčasne volitve so bile razpisane za marec 2013, potem ko je Gonzijeva vlada izgubila parlamentarno večino. Nacionalistična stranka je na volitvah izgubila, potem ko je od leta 1987 vladala Malti več kot 15 let, razen v obdobju od 1996 do 1998. Za premierja  je bil izvoljen vodja Laburistične stranke Joseph Muscat.
Aprila 2019 je parlament za 10. predsednika Republike Malte izvolil Georgea Vello, ki je na tem položaju nasledil Marie-Louise Coleiro Preca.
16. oktobra 2017 je bila malteška novinarka in protikorupcijska aktivistka Daphne Caruana Galizia umorjena v avtomobilu bombi v bližini njene rezidence v Bidniji. Njen umor je povzročil razburjene kritike laburistične vlade in pravosodnega sistema na otokih. Po dokazih o vpletenosti med bližnjim krogom Josepha Muscata in aretacijo Yorgena Fenecha  so dolg niz protestov na otokih in mednarodne kritike povzročili politično krizo 2019–2020. Posledica tega je bil odstop predsednika vlade Josepha Muscata, ministra Konrada Mizzija in vodje kabineta predsednika vlade Keitha Schembrija.  Na notranjih volitvah  v malteški laburistični stranki 11. januarja 2020 je bil za vodjo stranke in predsednika malteške vlade izvoljan Robert Abela, sin nekdanjega predsednika Georgea Abele.
Malta je 14. decembra 2021 postala prva država v Evropski uniji, ki je legalizirala rekreativno uporabo kanabisa.
Marca 2022 je vladajoča Laburistična stranka, ki jo vodi premier Robert Abela, zmagala na tretjih zaporednih volitvah. Dosegla je še bolj prepričljivo zmago kot leta 2013 in 2017.